# Характеристична функція випадкової величини
Під характеристи́чною фу́нкцією {\displaystyle \psi (t)} випадкової величини {\displaystyle X} розуміють математичне сподівання випадкової величини {\displaystyle e^{itX}}:
{\displaystyle \psi (t)=M(e^{itX})\qquad (1)},
де {\displaystyle t} — дійсний параметр.
Якщо {\displaystyle F(x)} — функція розподілу {\displaystyle \!X}, то
{\displaystyle \psi (t)=\int _{-\infty }^{\infty }e^{itx}\,dF(x)}
У випадку дискретного розподілу
{\displaystyle \psi (t)=\sum _{k=0}^{\infty }e^{itx_{k}}\,p_{k}}
(ряд Фур'є з коефіцієнтами {\displaystyle p_{k}}). У випадку неперервного розподілу
{\displaystyle \psi (t)=\int _{-\infty }^{\infty }e^{itx}\,f(x)dx\,\!}
(перетворення Фур'є)

## Дискретні та абсолютно неперервні випадкові величини
- Коли випадкова величина {\displaystyle X} дискретна, тобто {\displaystyle \mathbb {P} (X=x_{k})=p_{k},\;k=1,2,\ldots }, то

{\displaystyle \phi _{X}(t)=\sum _{k=1}^{\infty }e^{itx_{k}}\,p_{k}}.
Приклад. Нехай {\displaystyle X} має розподіл Бернуллі. Тоді
{\displaystyle \phi _{X}(t)=e^{it\cdot 1}\cdot p+e^{it\cdot 0}\cdot q=pe^{it}+q}.
- Коли {\displaystyle X} — це абсолютно неперервна випадкова величина, тобто має щільність {\displaystyle f_{X}(x)}, то

{\displaystyle \phi _{X}(t)=\int \limits _{-\infty }^{\infty }e^{itx}\,f_{X}(x)\,dx}.
Приклад. Нехай {\displaystyle X\sim U[0,1]} має стандартний неперервний рівномірний розподіл. Тоді
{\displaystyle \phi _{X}(t)=\int \limits _{0}^{1}e^{itx}\cdot 1\,dx=\left.{\frac {e^{itx}}{it}}\right\vert _{0}^{1}={\frac {e^{it}-1}{it}}}.

## Властивості характеристичних функцій
Для будь-якої характеристичної функції {\displaystyle \psi (t)}
{\displaystyle \psi (0)=1\qquad |\psi (t)|\leq 1\qquad (-\infty <t<\infty )},
Якщо {\displaystyle Y=aX+b\;} з константами {\displaystyle a} і {\displaystyle b}, то {\displaystyle \psi _{Y}(t)=\psi _{X}(at)e^{i\;b\;t}} ({\displaystyle \psi _{X}} — характеристична функція {\displaystyle X}).
Якщо {\displaystyle X} є {\displaystyle n} раз диференційованою по {\displaystyle t}, то при {\displaystyle k\leq n}
{\displaystyle \psi ^{(k)}(0)=i^{k}MX^{k}.}
{\displaystyle \psi (t)} є рівномірно неперервною функцією на всьому просторі.
Якщо {\displaystyle X_{1},\dots ,X_{n}} - незалежні випадкові величини, та {\displaystyle a_{1},\dots ,a_{n}} - деякі константи, тоді 
{\displaystyle \psi _{a_{1}X_{1}+\cdots +a_{n}X_{n}}(t)=\psi _{X_{1}}(a_{1}t)\cdots \psi _{X_{n}}(a_{n}t).}
Характеристична функція є самоспряженою: {\displaystyle \psi _{\xi }(-t)=\psi _{-\xi }(t)={\overline {\psi _{\xi }(t)}}}
Випадкова величина {\displaystyle \xi } є симетричною тоді і лише тоді коли характеристична функція {\displaystyle \psi _{\xi }(t)} є дійснозначною.

## Формули перетворення і теорема єдиності
Нехай {\displaystyle F(x)} — функція розподілу, а {\displaystyle \psi (t)} — характеристична функція випадкової величиини {\displaystyle X}. Якщо {\displaystyle x_{1}}, {\displaystyle x_{2}} — точки неперервності {\displaystyle F(x)}, то
{\displaystyle F(x_{2})-F(x_{1})={1 \over {2\pi }}\lim _{c\to \infty }\int _{\infty }^{\infty }{{e^{itx_{1}}-e^{itx_{2}}} \over it}\ \psi (t)dt}
Якщо {\displaystyle \!X} — неперервна, а {\displaystyle \!f(x)} — густина {\displaystyle \!F(x)}, то спрощується
{\displaystyle f(x)={1 \over {2\pi }}\int _{\infty }^{\infty }e^{itx}\psi (t)\;dt}
Таким чином, густина отримується з характеристичної функції зворотним перетворенням Фур'є.
з формули перетворення (рос. обращения) випливає, що функція розподілу однозначно визначається її характеристичною функцією.
Якщо, наприклад, якимось чином для {\displaystyle X} отримано характеристичну функцію {\displaystyle e^{iat-{\sigma ^{2}t^{2} \over 2}}}, то, згідно з теоремою єдиності і {\displaystyle X\in N(x;a,\sigma )}

## Гранична теорема для характеристичних функцій
Послідовність {\displaystyle \left\{F(x)\right\}} функцій розподілу називається збіжною в основному до функції розподілу {\displaystyle F(x)}, якщо у всіх точках неперервності
{\displaystyle \lim _{n\to \infty }F_{n}(x)=F(x)}
У дискретному випадку збіжність в основному {\displaystyle F_{n}(x)} до {\displaystyle F(x)}, означає, що відповідні функції збігаються: {\displaystyle p_{k}^{n}\rightarrow p_{k}} для всіх {\displaystyle k}.
У неперервному випадку для збіжності в основному випливає (якщо {\displaystyle f_{n}(x)} неперервні) {\displaystyle f_{n}(x)\rightarrow f(x)} для всіх {\displaystyle \!x}.
Якщо послідовність {\displaystyle \left\{F_{n}(x)\right\}} функції розподілу збігається в основному до функції розподілу {\displaystyle {F(x)}}, то послідовність відповідних характеристичних функцій {\displaystyle \left\{\psi _{n}(t)\right\}} збігається до {\displaystyle {\psi (t)}} — характеристичної функції {\displaystyle {F(x)}}. Ця збіжність рівномірна у кожному скінченному інтервалі.
Велике значення має зворотна теорема: якщо послідовність характеристичних функцій {\displaystyle \left\{\psi _{n}(t)\right\}} збігається до неперервної функції {\displaystyle \psi (t)}, то послідовність відповідних функцій розподілу {\displaystyle \left\{F_{n}(x)\right\}} збігається до деякої функції розподілу {\displaystyle F(x)} і {\displaystyle \psi (t)} є характеристичною функцією {\displaystyle F(x)}).

## Твірні функції
У випадку дискретних випадкових величин, які можуть приймати лише значення {\displaystyle 0,\;1,\;\ldots } часто замість характеристичних функцій використовують твірні функції.
Нехай {\displaystyle \!p_{k}} є функцією ймовірностей деякої дискретної випадкової величини {\displaystyle X} вказаного типу, а {\displaystyle z} — комплексний параметр. Тоді
{\displaystyle \phi (t)=\sum _{k}p_{k}\;z^{k}}
називається твірною функцією випадкової величини {\displaystyle X}. Функція {\displaystyle \phi (z)} — аналітична в {\displaystyle |z|<1}. Її границя при {\displaystyle z\rightarrow e^{it}} дає характеристичну функцію {\displaystyle F(x)}.
Твірні функції мають властивості, аналогічні властивостям характеристичних функцій.

## Характеристичні функції багатомірних випадкових величин
Під характеристичною функцією {\displaystyle n}-мірної випадкової величини розуміють математичне сподівання величини {\displaystyle \exp \sum _{k}t_{k}X_{k}}:
{\displaystyle \psi (t_{1},\ldots ,t_{n})=M{\exp {i\sum _{k}^{n}t_{k}X_{k}}}},
де {\displaystyle t_{1},...,}, {\displaystyle t_{n}} — дійсні параметри.